# Molelos
Molelos es una freguesia portuguesa del concelho de Tondela, con 14,83 km² de superficie y 2.640 habitantes (2001). Su densidad de población es de 178,0 hab/km².